# Carretera Federal 37D
La Carretera Federal 37D, también conocida como Autopista Siglo XXI una Autopista de cuota que recorre los estados de Michoacán y Guerrero, inicia en Uruapan, donde entronca con la  Carretera Federal 14D y termina en Lázaro Cárdenas, donde entronca con la Carretera Federal 200, tiene una longitud total de 220 km.
Las autopistas y carreteras de acceso restringido son parte de la red federal de carreteras y se identifican mediante el uso de la letra “D” añadida al final del número de carretera.

## Trayectoria

### Michoacán
Longitud=165 km
- Uruapan – Carretera Federal 14D
- Zirimícuaro
- Taretan
- Nueva Italia – Carretera Federal 120
- Las Cañas – Carretera Federal 37
- Infiernillo
- Lázaro Cárdenas – Carretera Federal 200

### Guerrero
Longitud=55 km